# Highway to Hell (пісня)
«Highway to Hell» (укр. «Автомагістраль до пекла») — пісня з однойменного альбому Highway to Hell австралійського рок-гурту AC/DC, яка спочатку була випущена як сингл в 1979 році. Пісню створили Ангус Янг, Малькольм Янг та Бон Скотт, при чому Ангусу приписують створення гітарного рифу, який став класичним. До цього AC/DC записали декілька студійних альбомів і просували їх за допомогою турів з дуже щільним і виснажуючим графіком, який передбачав дуже багато часу в дорозі. Ангус Янг назвав це "автомагістраллю до пекла", що і дало назву синглу та їх наступному альбому. Пісня була створена за участю продюсера Роберта Джона Ланга як частина однойменного альбому, і його робота вважається вагомим фактором у здобутті піснею статусу легендарної.
Пісня протрималась 45 тижнів в Німецькому чарті синглів, хоча вона не піднімалась вище 30 місця, яке займала на 19-му тижні. Також «Highway to Hell» перемогла у номінації "Найбільш поширений австралійський твір закордоном" на Премії «APRA» в 2009 році.
Бон Скотт, на той час фронтмен та вокаліст гурту, чий талант був у самому розквіті, помер всього за пів року після випуску пісні. Таким чином, це є одна з останніх пісень створених за участю Бона Скотта.

## Виконавці
- Бон Скотт - вокал
- Ангус Янг - гітара
- Малькольм Янг - ритм-гітара, бек-вокал
- Кліфф Вільямс - бас-гітара, бек-вокал
- Філ Радд - барабани

## Концертні альбоми
- Live
- Let There Be Rock: The Movie
- Live at River Plate

## Відзнаки
- 258-ма позиція в «Списку 500 найкращих пісень усіх часів за версією журналу Rolling Stone».[3]
- Місце в «Списку 500 пісень які сформували рок-н-рол».

## Позиції у чартах
| Чарт                               | Позиція | Рік  |
| ---------------------------------- | ------- | ---- |
| UK Singles Chart                   | 24      | 1978 |
| UK Singles Chart                   | 56      | 1979 |
| UK Singles Chart                   | 40      | 2012 |
| UK Singles Chart                   | 4       | 2013 |
| Ö3 Austria Top 40                  | 52      | 1979 |
| Ultratop                           | 14      | 1979 |
| SNEP                               | 23      | 1979 |
| Media Control Charts               | 30      | 1979 |
| Single Top 100                     | 17      | 1979 |
| Single Top 100                     | 69      | 1992 |
| Productores de Música de España    | 24      | 1979 |
| Sverigetopplistan                  | 36      | 1979 |
| Billboard Hot 100                  | 47      | 1979 |
| Hot Mainstream Rock Tracks         | 1       | 1992 |
| ARIA Charts                        | 29      | 1992 |
| Schweizer Hitparade                | 37      | 1992 |
| Scottish Singles and Albums Charts | 36      | 2012 |
| Scottish Singles and Albums Charts | 2       | 2013 |
| Irish Singles Chart                | 23      | 2013 |
| Digital Songs                      | 1       | 2012 |

## Кавери
- Український фолк-рок гурт Воплі Відоплясова використав мелодію з «Highway to Hell» в своїй пісні «Галю, приходь!», яка увійшла до дебютного альбому Країна мрій
- Кавер Мерліна Менсона став частиною саундтреку до фільму «Detroit Rock City»
- Гурт Maroon 5 виконував кавер на пісню під час свого туру «Songs About Jane Tour». Цей кавер також увійшов до концертного альбому «1.22.03.Acoustic»
- Брюс Спрінгстін та E Street Band виконували кавер на пісню під час їхнього туру по Австралії в 2014 році, а пізніше випустили цей кавер в якості синглу
- Біллі Джоел вже протягом багатьох років виконує пісню на концертах
- Білоруський фолк-гурт Стары Ольса включив кавер на пісню у свій альбом, який складається з популярних рок-пісень виконаних на народних інструментах

## Текст і переклад пісні
| Living easy, living free Season ticket on a one-way ride Asking nothing, leave me be Taking everything in my stride Don't need reason, don't need rhyme Ain't nothing I would rather do Going down, party time My friends are gonna be there too Приспів: I'm on the highway to hell On the highway to hell Highway to hell I'm on the highway to hell No stop signs, speed limit Nobody's gonna slow me down Like a wheel, gonna spin it Nobody's gonna mess me around Hey Satan, paid my dues Playing in a rocking band Hey mama, look at me I'm on my way to the promised land, whoo! Приспів And I'm going down All the way I'm on the highway to hell | Живу просто, живу вільно Це як сезонний квиток в один кінець Нічого не прошу, залиште мене Сприймаю все таким як є Не потрібна причина, не потрібен сенс Нема нічого, чим би я займався Відпочинок і вечірки Мої друзі також там будуть Приспів: Я на автомагістралі до пекла На автомагістралі до пекла Автомагістраль до пекла Я на автомагістралі до пекла Ніяких знаків зупинки, ніякого обмеження швидкості Ніхто мене не зупинить Буду крутитися наче колесо Ніхто мені не заважатиме Гей, Сатана, я віддав свої борги Граючи у рок-рупі Гей, мамо, подивись на мене Я на шляху до землі обітованної! Приспів І я спускаюсь Увесь цей шлях Я на автомагістралі до пекла |